# 1127 a.C.

## Eventos
- Melanto se torna rei de Atenas[1].

## Mortes
- Ramessés VIII - faraó da XX dinastia egípcia.
- Xanto, rei mitológico de Tebas[1].